# Eugenio Rodríguez Ruiz de la Escalera
Eugenio Rodríguez Ruiz de la Escalera (Santander, 1856-París, 1933) fue un periodista español que usó los pseudónimos de "Monte Cristo" y "Monte Amor".

## Biografía
Nació en 1856 en Santander. Trasladado a Madrid, con el seudónimo de "Monte Cristo" firmó durante cuarenta años la crónica de sociedad del diario El Imparcial, y desde 1922 publicó extensas reseñas en Blanco y Negro. Fue el más famoso de los cronistas de salones. Publicó también ecos de sociedad en La Época, aunque con el pseudónimo de "Monte Amor". Sus crónicas abarcan de 1890 a 1928, es decir, prácticamente todo el reinado Alfonso XIII y gran parte de la Belle Epoque. Especialmente fecunda para introducirse en lo más íntimo de los círculos mundanos fue para él la amistad del marqués de Sardoal y duque de Abrantes y la de otras dos damas de la alta sociedad, la marquesa de La Laguna y la de Squilace. Su actividad le llevó a recorrer balnearios y playas de moda durante los veranos. En su última época se trasladó a Francia y remitió a Blanco y Negro crónicas brillantes de la vida parisina. En París murió solterón en 1933.
Sus crónicas, importantes para reconstruir una época y por sus alusiones a obras de arte hoy perdidas o escasamente documentadas, se reunieron solo una vez en Los Salones de Madrid, libro lujosamente editado alrededor de 1898 con 67 fotocalcograbados de Franzen que lleva prólogo de la condesa Emilia Pardo Bazán.